# Chiedi perdono a Dio... non a me
Chiedi perdono a Dio... non a me è un film del 1968, diretto da Vincenzo Musolino.

## Trama
L'intera famiglia di Cjamango è stata sterminata e lui decide di vendicarsi.